# 17066 Ginagallant
17066 Ginagallant è un asteroide della fascia principale. Scoperto nel 1999, presenta un'orbita caratterizzata da un semiasse maggiore pari a 2,5925525 UA e da un'eccentricità di 0,0715801, inclinata di 5,70883° rispetto all'eclittica.